# Cololejeunea crenata
Cololejeunea crenata là một loài Rêu trong họ Lejeuneaceae. Loài này được (A. Evans) Pócs mô tả khoa học đầu tiên.